# Makoto Kaneko
Makoto Kaneko, född den 8 november 1975, är en japansk idrottare som tog brons i baseboll vid olympiska sommarspelen 2004 i Aten.